# 前田夏蔭
前田 夏蔭（まえだ なつかげ、1793年（寛政5年）- 1864年9月26日（元治元年8月26日））は、江戸時代後期の国学者である。幼名は垂穂、通称は健助。号に鶯園、無穂がある。本姓は菅原。

## 経歴・人物
江戸の生まれ。清水浜臣の門人となり、国学を学ぶ。また考証学についても学び、和歌や書画もよくした。1854年（嘉永7年）には江戸幕府に仕え、当時水戸藩主だった徳川斉昭からの信任により、『大日本史』の編纂に携わる。
その後は幕府の命により蝦夷地の取調御用に任命され、『蝦夷志料』（『千島志料』とも）の編纂に携わった。後に夏蔭は1860年（万延元年）に未完成ではあったものの一度脱稿し、以降は病気の悪化により実子の前田夏繁（健次郎）らが父の後継者として執筆した。この史料は夏蔭が死去した翌1865年（慶応元年）に完成した。

## 主な著作物

### 主著
- 『万葉集私記』- 1829年（文政12年）刊行[4]。
- 『稲荷神社考』- 1836年（天保7年）刊行[4]。

### その他の著書
- 『鶯園歌集』
- 『蝦夷東西考証』